# Oddelek za geografijo, Fakulteta za humanistične študije Univerze na Primorskem
Oddelek za geografijo deluje na Fakulteti za humanistične študije Univerze na Primorskem. Ustanovljen je bil leta 2001. 

## Osnovni podatki in zgodovina
Oddelek za geografijo je bil eden od dveh oddelkov, ki sta bila ustanovljena leta 2001 in sta predstavljala temelj razvoju Fakultete za humanistične študije (UP FHŠ).
Predbolonjski štiriletni univerzitetni študij Geografija kontaktnih prostorov se je na oddelku pričel izvajati v študijskem letu 2001/2002 in se je zaključil v študijskem letu 2009/10. Zadnji diplomanti so svoja diplomska dela zagovarjali konec septembra 2016, skupaj jih je študij zaključilo 136. Od začetka je oddelek izvajal tudi podiplomski študij Geografije kontaktnih prostorov, uspešno so bili zaključeni 4 znanstveni magisteriji in 20 doktoratov znanosti.
Triletni univerzitetni študijski program Geografija 1. stopnje se je pričel izvajati v študijskem letu 2007/08, triletni dvopredmetni univerzitetni študijski program Geografija 1. stopnje pa v študijskem letu 2012/13. Do zaključka študijskega leta 2016/17 je oba študijska programa uspešno zaključilo 87 diplomantov. Magistrski študijski program Geografija 2. stopnja se izvaja od leta 2010/11, dvopredmetni magistrski pedagoški študijski program 2. stopnje Geografija-Zgodovina, ki izobražuje za poklic učitelja na osnovni in srednji šoli, pa od leta 2012/13. Oba magistrska programa skupaj je do zaključka študijskega leta 2016/17 zaključilo 17 diplomantov. 
Pri izvajanju pedagoškega procesa na oddelku od samega začetka sodelujejo tudi sodelavci Geografskega inštituta Anton Melik ZRC SAZU iz Ljubljane in Inštituta za raziskovanje krasa ZRC SAZU iz Postojne. V okviru Univerze na Primorskem so bili za uspešno pedagoško in raziskovalno delo do sedaj nagrajeni:
- prof. dr. Milan Bufon, Zlata plaketa Univerze na Primorskem 2009,
- dr. Anton Gosar, Zlata plaketa Univerze na Primorskem 2013,
- izr. prof. dr. Gregor Kovačič, Svečana listina mlademu visokošolskemu učitelju Univerze na Primorskem 2010,
- doc. dr. Valentina Brečko Grubar, Bartolova nagrada za visokošolskega učitelja Univerze na Primorskem Fakultete za humanistične študije 2016,
- dr. Anton Gosar, Zaslužni profesor Univerze na Primorskem 2016.

Sodelavci Oddelka za geografijo UP FHŠ sodelujejo tudi na študijskih programih drugih fakultet Univerze na Primorskem: Pedagoški fakulteti, Fakulteti za matematiko, naravoslovje in informacijske tehnologije ter Fakulteti za management. Pri opravljanju študijske prakse študentov prve in druge stopnje oddelek sodeluje z mrežo zunanjih partnerjev, od zasebnih podjetij do javnih ustanov, na katerih delujejo delovni mentorji, ki študente usmerjajo pri njihovem projektnem delu.
Oddelek za geografijo UP FHŠ je do sedaj (so-)organiziral 9 odmevnih znanstvenih konferenc oziroma strokovnih simpozijev – zadnji med njimi je nosil naslov »Regional development, sustainability, and marginalization« in je v septembru 2016 povezal vse geografske institucije v Sloveniji. Septembra 2015 je oddelek soorganiziral združene Ilešičeve in Melikove dneve. 
Seznam znanstvenih sestankiov in simpozijev:
- International conference Globalized Europe: Europe in a globalized World of the 21th century, Koper, 2.–5. 6. 2004.
- Dayton - 10 years after, Sarajevo, 29. 11.–1. 12. 2005.
- Prostorska preobrazba Slovenije in sosedstva ob vstopu v EU. Priložnost za obmejna območja, Koper, 30. 11.–2. 12. 2007.
- Prva konferenca geografov zgornjega Jadrana - skupno upravljanje brezmejnega prostora, Koper, 27.–28. 11. 2008.
- ZDA – Nova realnost?, Koper, 17. 12. 2008.
- Četrti Melikovi dnevi: geografski vidiki upravljanja z morjem in zaledjem, Koper, 10.-11. 6. 2011.
- (Re)integracija in razvojni problemi v večkulturnih in obmejnih regijah, Portorož, 22.–24. 9. 2011.
- Ilešičevi in Melikovi dnevi: Novosti geografske stroke in izobraževanje oseb s posebnimi potrebami, Koper, 25.–26. 9. 2015.
- Regional development, sustainability, and marginalization, Ljubljana, Koper, Maribor, 1.-5. 9. 2016.

Oddelek poleg tega skrbi za popularizacijo geografije na širšem Primorskem z organizacijo različnih dogodkov, kot so okrogle mize, potopisna predavanja, predstavitve knjig, predavanja gostujočih predavateljev, predavanja o aktualnih planetarnih temah, ki potekajo v okviru torkovih Geografskih večerov na UP FHŠ. Vloga oddelka pri širjenju geografske misli v regiji se je še povečala s prenehanjem delovanja Geografskega društva Primorje v letu 2013. Že kmalu po začetku izvajanja študijskih programov geografije v Kopru so se študenti organizirali v društvo, ki se danes imenuje Društvo mladih prijateljev geografije Koper in je del evropskega združenja mladih geografov EGEA. 

## Študijski programi
Geografija na Oddelku za geografijo Fakultete za humanistične študije Univerze na Primorskem je sodoben študij z uporabo e-učilnic, kjer se študira v manjših skupinah in z individualnim pri-stopom, v sproščenem in ustvarjalnem vzdušju. Diplomanti pridobijo odlične kompetence s področja geografskih informacijskih sistemov (GIS) in poglobljena znanja geografskih raziskovalnih metod. GIS predmeti so v predmetniku v vseh letnikih programov prve in druge stopnje. Na terenskih vajah in samostojnih terenskih seminarjih študenti spoznavajo Istro, Zahodno in Srednjo Evropo, Slovenijo z zamejstvom in Jugovzhodno Evropo. Pri študiju se tesno prepletata pedagoško in raziskovalno delo. Študenti so vključeni v izmenjave v tujini, v okviru Društva mladih prijateljev geografije Koper pa lahko sodelujejo na domačih in mednarodnih kongresih, delavnicah in ekskurzijah. Študijska praksa pri partnerjih oddelka diplomantom odpira dodatne zaposlitvene možnosti.

### Univerzitetni študijski program Geografija 1. stopnje
Študijski program traja tri leta in vodi do strokovnega naziva diplomirani/-a geograf/-inja (UN). Program s 180 kreditnimi točkami je organiziran v obliki predavanj, vaj, seminarjev, študijske prakse, terenskih vaj in terenskih seminarjev. Študij geografije poleg temeljnih vsebin ponuja poglobljena praktična znanja uporabe sodobnih geografskih informacijskih sistemov (GIS), terenske seminarje in številne terenske vaje doma in v tujini, dobro poznavanje terenskih in kabinetnih metod geografskega raziskovanja, tematsko kartografijo ter praktično usposabljanje v delovnem okolju.

### Univerzitetni dvopredmetni študijski program Geografija 1. stopnje
Študijski program traja tri leta in vodi do strokovnega naziva diplomirani/-a geograf/-inja (UN) in … (odvisno od predmetne vezave). Program s 180 kreditnimi točkami, 90 kreditnih točk za posamezno predmetno vezavo, je organiziran v obliki predavanj, vaj, seminarjev, praktičnega usposabljanja, terenskih vaj in terenskih seminarjev. Študij geografije poleg temeljnih vsebin s področja geografije in druge predmetne vezave ponuja poglobljena praktična znanja uporabe sodobnih geografskih informacijskih sistemov (GIS), terenske seminarje (izbirno) in številne terenske vaje doma in v tujini, dobro poznavanje terenskih in kabinetnih metod geografskega raziskovanja, tematsko kartografijo ter praktično usposabljanje v delovnem okolju.

### Magistrski študijski program Geografija 2. stopnje
Magistrski študijski program 2. stopnje Geografija izobražuje študente za pridobitev ustreznih kompetenc s področja prostorskega planiranja, ki zajemajo sposobnosti kompleksnega - celovitega vrednotenja geografskih prostorskih procesov in problemov, s posebnim poudarkom na razumevanju sodobnih družbenih sprememb, kulturne in pokrajinske različnosti, prepletanju lokalnosti in globalnosti ter razumevanju sistemske povezanosti med različnimi vidiki trajnostnega prostorskega razvoja.
Študijski program traja dve leti in vodi do strokovnega naziva magister/-ica geografije. Program obsega 120 kreditnih točk in je organiziran v obliki predavanj, seminarjev, terenskih vaj ter praktičnega usposabljanja v delovnem okolju. V obeh letnikih študija sta tudi predmeta z GIS vsebinami.
Magistrski študijski program Geografija 2. stopnje je že v osnovi specializiran v področje prostorskega planiranja. Program ima usmeritvi: Planersko usmeritev in Krasoslovno usmeritev. Planerska usmeritev ima dodaten poudarek na sodobnih geografskih procesih in planiranju v Sredozemlju (morje in obalna območja), Krasoslovna usmeritev pa poseben poudarek na krasoslovnih temah. 

### Magistrski pedagoški dvopredmetni študijski program Geografija 2. stopnje
Magistrski dvopredmetni pedagoški študij geografije je študij, ki izobražuje učitelje geografije in druge predmetne vezave na osnovni in srednji šoli, zato so temeljni cilji diplomante usposobiti za samostojno opravljanje strokovnega dela v vzgoji in izobraževanju, jim zagotoviti potrebno znanje s področja fizične, družbene in regionalne geografije za sodobno poučevanje geografije v osnovnih in v srednjih šolah ter jim zagotoviti pridobitev potrebnih kompetenc za pedagoško delo. Struktura dvopredmetnega pedagoškega študija enakovredno obsega vsebine in kompetence geografije in drugega strokovnega področja. Splošne pedagoške vsebine programa se izvajajo v okviru Pedagoške fakultete Univerze na Primorskem.
Študijski program traja dve leti in vodi do strokovnega naziva magister profesor geografije in …/ magistrica profesorica geografije in …. Program obsega 120 kreditnih točk in je organiziran v obliki predavanj, vaj, seminarjev, terenskih vaj ter integrirane in pedagoške prakse v osnovni in srednji šoli.

### Doktorski študijski program Geografija 3. stopnje
Glavni namen doktorskega študijskega programa 3. stopnje Geografija je zagotoviti doktorandom poglobljena teoretska in metodološka znanja s področja raziskovalnega dela na področju geografije ter razviti kompetence, ki zagotavljajo usposobljenost za samostojno raziskovalno delo ter ustvarjanje novega temeljnega (teoretsko-metodološkega) znanja, nove prispevke k znanosti in sposobnost uporabe znanj na domačem in mednarodnem nivoju.
Študijski program traja tri leta in vodi do znanstvenega naslova doktor / doktorica znanosti. Program obsega 180 kreditnih točk in je organiziran v glavnem v obliki individualnih konzultacij z mentorjem in nosilci izbranih predmetov. Študent v prvem letniku opravi obveznosti pri temeljnem predmetu Teorija in metodologija geografije, nato pa si iz nabora štirih izbirnih predmetov (Planiranje in trajnostni razvoj, Okoljske spremembe in naravne nesreče, Politična geografija in geografija globalizacije, Ekonomska geografija in geografija marginalnosti) izbere dva. Poudarek je na poglobljenem raziskovalnem delu na vsebini doktorske disertacije v tesnem sodelovanju z mentorjem. Študijski program doktorandom odpira odlične osnove za delo v znanstvenih in univerzitetnih ustanovah, za vodenje raziskovalnega dela in za usmerjanje politike v zvezi z družbenimi, okoljskimi in prostorskimi pojavi, medetničnimi odnosi, razumevanjem sodobnih okoljskih sprememb in mednarodnim povezovanjem.

### Študentske nagrade
Za svoja zaključna dela na različnih stopnjah študija so bili do sedaj nagrajeni naslednji študenti Oddelka za geografijo UP FHŠ: 
- Katja Klep, fakultetna Bartolova nagrada za študenta 2010 za diplomsko delo,
- Gregor Kovačič, fakultetna Bartolova nagrada za študenta 2009 za doktorsko disertacijo,
- Ela Šegina, univerzitetna nagrada Srečko Kosovel za študenta 2013 za diplomsko delo,
- Miha Koderman,  nagrada Urada Vlade Republike Slovenije za Slovence v zamejstvu in po svetu 2012 za doktorsko disertacijo,
- Tina Počkar, fakultetna Bartolova nagrada za študenta 2015 za magistrsko delo,
- Vanja Korenč, univerzitetna nagrada Srečko Kosovel za študenta 2016 za zaključno delo.

## Predstojniki
- 2001–2007, prof. dr. Milan Bufon
- 2007–2009, dr. Anton Gosar
- 2009–2011, doc. dr. Valentina Brečko Grubar
- 2011–2016, izr. prof. dr. Stanko Pelc
- 2016–, izr. prof. dr. Gregor Kovačič

## Druge dejavnosti
- Mesečni Geografski večeri
- Okrogle mize
- Geografske maturitetne terenske vaje za dijake srednjih šol
- Geografske maturitetne ekskurzije za dijake srednjih šol
- Vsakoletni programi profesionalnega usposabljanja za delavce v vzgoji in izobraževanju
- Znanstveni sestanki in simpoziji